# Catarina de Lencastre

Catarina de Lencastre ou Catarina de Lencastre e Castela (em inglês:  Catherine, em espanhol: Catalina; Castelo de Hertford, 31 de março de 1373 — Valladolid, 2 de junho de 1418) foi rainha consorte de Castela como esposa do rei Henrique III, além de ter sido a primeira princesa das Astúrias.

## Família
Catarina era filha de Constança de Castela e de João de Gante, 1º Duque de Lencastre, sendo, portanto, meia-irmã da rainha de Portugal Filipa de Lencastre.
A mãe de Catarina, Constança, era a filha mais velha de Pedro I de Castela e de Maria de Padilla e foi declarada herdeira do trono castelhano. Após a morte do pai, quase assumiu o trono, mas o seu tio, Henrique, tornou-se rei de Castela.
O pai, João de Gante, era príncipe de Inglaterra, pois era filho do rei Eduardo III de Inglaterra e da sua esposa Filipa de Hainaut. Casou-se com Branca de Lencastre e, após a morte desta, tornou-se duque de Lencastre.

## Biografia
Catarina de Lencastre casou-se com o primo Henrique III de Castela, neto de Henrique II de Castela e filho de Leonor de Aragão e de João I de Castela, em 1393, tendo ele apenas 14 anos na altura e ela 20. Este casamento tratou-se duma aliança entre Castela e Inglaterra.
Deste casamento nasceram:
- Maria de Castela (1401-1458), casada com Afonso V de Aragão;
- João II de Castela (1405-1454), casado com Maria de Aragão e com Isabel de Portugal, que foi mãe de Isabel I de Castela, conhecida como "a Católica";
- Catarina (1406-1439), casada com Henrique, Duque de Vilhena.

Após a morte do marido, Henrique III de Castela, em 1406, Catarina foi nomeada regente do seu filho, o jovem rei João II de Castela, então com apenas 5 anos. Foi regente de Castela desde 1406 até à sua morte, em 1418, com apenas 46 anos, devido a um derrame cerebral.